# Cassida sanguinolenta
Cassida sanguinolenta  (лат.) — жук подсемейства щитовок из семейства листоедов. Видовое название с латинского переводится как «запачканный кровью».

## Распространение
Распространён в Европе, Алжире, Малой Азии, Западной Сибири и Киргизстане.

## Экология и местообитания
Кормовые растения — астровые (Asteraceae): тысячелистник обыкновенный (Achillea millefolium) и пижма обыкновенная (Tanacetum vulgare).

## Подвиды
Вид различает два подвида:
- Cassida sanguinolenta flaviventris Kraatz, 1873
- Cassida sanguinolenta sanguinolenta O.F. Müller, 1776